# Letroy Guion
Letroy Guion (Starke, 21 giugno 1987) è un giocatore di football americano statunitense che gioca nel ruolo di defensive tackle per i Green Bay Packers della National Football League (NFL). Fu scelto nel corso del quinto giro (152º assoluto) del draft NFL 2008 dai Vikings. Al college giocò a football per l'Università statale della Florida.

## Carriera universitaria
Dopo essersi diplomato nel 2005 alla Bradford High School, Guion decise di accettare la proposta avanzatagli dai Florida State Seminoles e nel 2005, fu l'unico freshman a guadagnarsi i gradi di difensore titolare, nel match contro The Citadel in cui scese in campo come defensive tackle ed in cui fece segnare il suo miglior personale con 5 tackle di cui 1.5 con perdita di yard. In totale prese parte a 10 incontri stagionali, mettendo a segno 10 tackle. L'anno successivo disputò 12 dei 13 incontri stagionali dei Seminoles, partendo 5 volte titolare e mettendo a segno 25 tackle (primato personale) di cui 24 messi a segno nelle ultime 7 partite di stagione regolare e 8 messi a segno nel match contro West-Virginia. Sempre nel 2006 partì titolare e vinse con i Seminoles l'Emerald Bowl per 44-27 su UCLA. Nel 2007 partì 8 volte titolare su 10 partite disputate, mettendo a segno 31 tackle e vincendo il premio FSU's Big Otis come giocatore più dedito allo sviluppo fisico.

## Carriera professionistica

### Minnesota Vikings
A fine stagione 2007, Guion decise di saltare il suo ultimo anno universitario, e di dichiararsi eleggibile per il Draft NFL 2008, al termine del quale fu scelto dai Minnesota Vikings come 152º assoluto nel 5º giro. Nei suoi primi due anni in forza ai Purples, Guion svolge il ruolo di backup defensive tackle per Kevin Williams e Pat Williams e mette assieme appena 9 presenze ed un tackle, giocando col contagocce, mentre l'anno successivo, pur svolgendo sempre il ruolo di riserva, prende parte a 15 incontri su 16 di stagione regolare, senza mai partire titolare, collezionando 16 tackle e 2 sack messi a segno nelle ultime 6 giornate. Il 2011 lo vede prender parte a tutti i 16 incontri in programma nella stagione regolare e in 3 di essi come titolare (2 su 3 per la squalifica di due giornate inflitta a Kevin Williams). Realizza il suo miglior risultato in carriera di tackle messi a segno in una singola partita con 6 tackle messi a segno contro i San Diego Chargers nel match inaugurale della stagione, in seguito migliorato contro i Chicago Bears quando i tackle messi a segno furono 7. In totale chiuse la stagione con 21 tackle ed 1 fumble recuperato nel match contro i Bears. Nel 2012 scese in campo in 15 incontri, sempre come titolare, mettendo a segno 31 tackle e 2 sack.

### Green Bay Packers
Dopo essere stato svincolato il 6 marzo dai Vikings, il 17 marzo firmò un contratto della durata di un anno con i Green Bay Packers.

## Vittorie e premi
Nessuno

## Statistiche
| Partite totali      | 68 |
| Partite da titolare | 31 |
| Tackle              | 90 |
| Sack                | 5  |
| Intercetti          | 0  |

Statistiche aggiornate alla stagione 2013